# Grande Prêmio da Hungria de 1988
Resultados do Grande Prêmio da Hungria de Fórmula 1 realizado em Hungaroring em 7 de agosto de 1988. Décima etapa do campeonato, foi vencido pelo brasileiro Ayrton Senna, que subiu ao pódio junto a Alain Prost numa dobradinha da McLaren-Honda, com Thierry Boutsen em terceiro pela Benetton-Ford.

## Resumo

### Alain Prost ainda lidera
Nelson Piquet venceu o Grande Prêmio da Hungria em 1986 e 1987, mas seu nome não constava estava entre os favoritos para a edição seguinte dada a tibieza da Lotus. Por outro lado Ayrton Senna chegou a Hungaroring de olho na liderança do certame, preferencialmente vencendo a etapa húngara em novo duelo com Alain Prost. Para tanto ele deveria fazer a pole position num circuito de baixa velocidade, estreito, travado e com poucas opções de ultrapassagem. Sair em primeiro, entretanto, seria uma vantagem relativaː "A primeira curva está a favor do pole, mas em compensação ele larga no lado sujo da pista", afirmou Senna antes de iniciados os treinos. A cautela do brasileiro têm razão de ser, afinal o traçado do circuito húngaro é ideal para os motores aspirados superarem os turbos. "Preciso ser o pole position do Grande Prêmio da Hungria. Tenho ainda mais motivos para isso do que em Silverstone ou em Hockenheim; em Budapeste, há poucos pontos de ultrapassagem e chegamos ao momento mais importante do campeonato, pois o Prost está muito pressionado e as Ferrari podem voltar a surpreender. A corrida vale a liderança".
Ao afirmar o óbvio, o piloto brasileiro refreou a empolgação de parte da imprensa brasileira para quem é Ayrton Senna quem lidera o campeonato mundial de pilotos por ter cinco vitórias no bolso do macacão ante as quatro de Alain Prost, embora o critério objetivo da pontuação assinale 60 pontos do francês contra 57 pontos de seu companheiro de equipe e de acordo com o regulamento da Fórmula 1 será esta contagem a definir o campeão de 1988. Caso triunfe na Hungria com Prost em segundo, a liderança será de Senna pois ele e seu contendor estariam no topo da tabela com 66 pontos. Até mesmo um abandono de Prost seria benéfico a Senna, desde que este termine pelo menos em quarto lugar igualando os atuais 60 pontos do líder do campeonatoː nos dois casos a quantidade de vitórias favorecia ao brasileiro, mas nem assim os pontos colhidos até o momento devem ser desconsiderados.

### Uma pole difícil
Choveu na sexta pela manhã e por isso o treino da tarde ocorreu com o piso molhado, mas no fim da sessão o asfalto húngaro já estava seco devido ao sol forte e nele Alain Prost foi o mais veloz com sua McLaren deixando Ayrton Senna em quinto lugar, subjugado por três bólidos aspiradosː a Benetton de Alessandro Nanini e as Williams de Nigel Mansell e Riccardo Patrese. Num circuito travado e quase sem pontos de ultrapassagem, o bom desempenho da concorrência obrigou a equipe de Ron Dennis a trabalhar durante a noite a fim de ajustar-se às características de Hungaroring extraindo o máximo dos turbos fornecidos pela Honda, uma medida necessária, pois no treino de sábado a pole provisória esteve ao alcance de Mansell durante 55 minutos quando a McLaren de Senna ascendeu ao primeiro lugar em sua derradeira tentativa, superando o britânico da Williams por um décimo de segundo enquanto Alain Prost terminou em sétimo (queixando-se do tráfego, para variar) e Nelson Piquet em décimo terceiro após lidar com um problema nos freios. Sob o ponto de vista estatístico, Ayrton Senna atingiu sua oitava pole position no ano e a vigésima quarta de sua carreira, número este igual ao dos tricampeões Niki Lauda e Nelson Piquet, mas o valor dessa conquista reside num fato inusitadoː Nigel Mansell vendeu caro sua derrota ante o primor da McLaren e o talento de Ayrton Senna, pois o "leão" da Williams extraiu o máximo de si, mesmo vitimado pelo sarampo.

### Hungria em dois atos
O prenúncio de que o domingo não seria fácil para Ayrton Senna veio no momento da largada quando ele valeu-se do potente motor Honda para manter a McLaren na liderança ao contornar a primeira curva adiante de Nigel Mansell, cuja Williams manteve-se próxima ao brasileiro durante onze voltas. Graças a um chassis bem adaptado ao circuito húngaro e ao bom rendimento dos motores aspirados, Mansell aproveitava as curvas para encostar em Senna, mas quando cruzavam a reta o brasileiro sustentava a liderança. Mesmo alquebrado pelo sarampo, Mansell aproveitou a presença de Riccardo Patrese em terceiro com a outra Williams para insistir na caça a Senna até a abertura da décima segunda volta, quando tocou a roda dianteira direita na grama ao contornar uma curva, obrigando o britânico a "domar" o carro e voltar à pista em quarto lugar atrás de Senna, Patrese e Boutsen, mas à frente de Prost.
Como a vantagem sobre Riccardo Patrese oscilava entre um e dois segundos, Ayrton Senna não pôde poupar seu equipamento da forma como gostaria, de modo a compensar o desgaste sofrido com Nigel Mansell. Por outro lado, Alain Prost empreendeu uma corrida mais tranquila, pois embora tenha caído para nono durante a largada, superou as March de Ivan Capelli e Maurício Gugelmin em apenas duas voltas. Algum tempo depois, o francês chegou à zona de pontuação ao ultrapassar Gerhard Berger, da Ferrari e Alessandro Nannini, da Benetton. Para chegar ao pódio seria preciso duelar com as Williams e nisso Prost reduziu a diferença que o separava de Mansell até suplantá-lo na volta vinte e oito. Quanto a Riccardo Patrese, seu bólido perdeu rendimento até cair para o sexto lugar, e quanto a Nigel Mansell, este abandonaria a disputa na sexagésima volta por falta de condições físicas.
Ainda em primeiro lugar, Ayrton Senna foi obrigado a acelerar e distanciar-se da briga, iniciada na volta trinta e dois, onde Alain Prost tomou a segunda posição de Thierry Boutsen na quadragésima sétima passagem. Nesse momento, os bólidos da McLaren estavam a três segundos de distância, pulverizados por Prost dois giros mais tarde quando o francês enquadrou o rival a curta distância. Quando Senna reduziu a velocidade a fim de ultrapassar os retardatários Gabriele Tarquini, da Coloni, e Philippe Alliot, da Lola, Prost foi ladino e mergulhou por dentro e mesmo expondo-se a um toque por falta de espaço, assumiu a liderança na volta 49, mas a beleza do duelo veio alguns metros adianteː ele deixou o carro escapar na aproximação de uma curva e tomou o contragolpe de Senna também pelo lado interno da pista. Como permaneceu fora do traçado ideal, o piloto francês sujou os pneus e perdeu aderência, além de sofrer com vibrações intensas na dianteira do carro, permitindo ao seu adversário abrir quase sete segundos de vantagem a dez voltas para o fim da contenda. Decidido a vencer, Prost reduziu a diferença, mas Senna resistiu ao ataque e cruzou a linha de chegada em primeiro lugar, meio segundo adiante de seu companheiro de equipe e a mais de trinta segundos da Benetton de Thierry Boutsen, sendo que Gerhard Berger (Ferrari), Maurício Gugelmin (March) e Riccardo Patrese (Williams) completaram a zona de pontuação. Em tempoː Ayrton Senna tornou-se o primeiro piloto de Fórmula 1 a vencer três corridas consecutivas no mesmo ano desde os triunfos de Alan Jones com a Williams na Alemanha, Áustria e Países Baixos em 1979.
Num fim de semana onde os rivais eclipsaram seu protagonismo em algum momento, Ayrton Senna conseguiu a vitória mais difícil do ano e graças ao empate em 66 pontos com Alain Prost, a McLaren ficou a um passo do mundial de construtores com 132 pontos. A partir destes números, a consagração de Senna depende de três vitórias nas seis provas restantes, independente dos resultados de Prost. Sem liderar o mundial de Fórmula 1 desde o Grande Prêmio da Grã-Bretanha de 1987, as chances de o brasileiro chegar ao título são de 68% sob as regras vigentes. Conforme a matemática, já não é mais apenas uma questão de torcida...

## Classificação

### Pré-classificação
| Pos. | Nº | Piloto            | Construtor    | Tempo    | Dif.    |
| ---- | -- | ----------------- | ------------- | -------- | ------- |
| 1    | 36 | Alex Caffi        | Dallara-Ford  | 2:01.593 | —       |
| 2    | 32 | Oscar Larrauri    | EuroBrun-Ford | 2:03.343 | + 1.750 |
| 3    | 31 | Gabriele Tarquini | Coloni-Ford   | 2:03.371 | + 1.778 |
| 4    | 33 | Stefano Modena    | EuroBrun-Ford | 2:04.168 | + 2.575 |
| 5    | 21 | Nicola Larini     | Osella        | 2:05.626 | + 4.033 |

### Treinos classificatórios
| Pos.   | Nº | Piloto             | Construtor      | Q1       | Q2       | Grid    |
| ------ | -- | ------------------ | --------------- | -------- | -------- | ------- |
| 1      | 12 | Ayrton Senna       | McLaren-Honda   | 1:30.422 | 1:27.635 | —       |
| 2      | 5  | Nigel Mansell      | Williams-Judd   | 1:30.151 | 1:27.743 | + 0.108 |
| 3      | 20 | Thierry Boutsen    | Benetton-Ford   | 1:30.780 | 1:27.970 | + 0.335 |
| 4      | 16 | Ivan Capelli       | March-Judd      | 1:32.675 | 1:28.350 | + 0.715 |
| 5      | 19 | Alessandro Nannini | Benetton-Ford   | 1:29.779 | 1:28.493 | + 0.858 |
| 6      | 6  | Riccardo Patrese   | Williams-Judd   | 1:30.382 | 1:28.569 | + 0.934 |
| 7      | 11 | Alain Prost        | McLaren-Honda   | 1:29.589 | 1:28.778 | + 1.143 |
| 8      | 15 | Maurício Gugelmin  | March-Judd      | 1:35.237 | 1:29.099 | + 1.464 |
| 9      | 28 | Gerhard Berger     | Ferrari         | 1:31.192 | 1:29.244 | + 1.609 |
| 10     | 36 | Alex Caffi         | Dallara-Ford    | 1:32.887 | 1:29.891 | + 2.346 |
| 11     | 24 | Luis Pérez-Sala    | Minardi-Ford    | 1:33.494 | 1:30.103 | + 2.468 |
| 12     | 17 | Derek Warwick      | Arrows-Megatron | 1:32.514 | 1:30.185 | + 2.550 |
| 13     | 1  | Nelson Piquet      | Lotus-Honda     | 1:35.346 | 1:30.405 | + 2.770 |
| 14     | 18 | Eddie Cheever      | Arrows-Megatron | 1:32.589 | 1:30.908 | + 3.273 |
| 15     | 27 | Michele Alboreto   | Ferrari         | 1:32.304 | 1:31.052 | + 3.417 |
| 16     | 23 | Pierluigi Martini  | Minardi-Ford    | 1:33.597 | 1:31.123 | + 3.488 |
| 17     | 29 | Yannick Dalmas     | Lola-Ford       | 1:33.192 | 1:31.200 | + 3.565 |
| 18     | 22 | Andrea de Cesaris  | Rial-Ford       | 1:48.994 | 1:31.523 | + 3.888 |
| 19     | 2  | Satoru Nakajima    | Lotus-Honda     | 1:34.194 | 1:31.646 | + 4.011 |
| 20     | 30 | Philippe Alliot    | Lola-Ford       | 1:33.132 | 1:31.719 | + 4.084 |
| 21     | 3  | Jonathan Palmer    | Tyrrell-Ford    | 1:34.001 | 1:31.741 | + 4.106 |
| 22     | 31 | Gabriele Tarquini  | Coloni-Ford     | 1:35.991 | 1:32.160 | + 4.525 |
| 23     | 14 | Philippe Streiff   | AGS-Ford        | 1:32.973 | 1:32.265 | + 4.630 |
| 24     | 26 | Stefan Johansson   | Ligier-Judd     | 1:34.843 | 1:32.342 | + 4.707 |
| 25     | 25 | René Arnoux        | Ligier-Judd     | 1:35.685 | 1:32.477 | + 4.842 |
| 26     | 33 | Stefano Modena     | EuroBrun-Ford   | 1:35.389 | 1:32.614 | + 4.979 |
| 27     | 32 | Oscar Larrauri     | EuroBrun-Ford   | 1:35.990 | 1:32.987 | + 5.352 |
| 28     | 10 | Bernd Schneider    | Zakspeed        | 1:36.716 | 1:33.357 | + 5.722 |
| 29     | 4  | Julian Bailey      | Tyrrell-Ford    | 1:35.693 | 1:33.694 | + 6.059 |
| 30     | 9  | Piercarlo Ghinzani | Zakspeed        | 1:36.223 | 1:34.701 | + 7.066 |
| Fonte: |    |                    |                 |          |          |         |

### Corrida
| Pos.   | Nº | Piloto             | Construtor      | Voltas | Tempo/Diferença   | Grid | Pontos |
| ------ | -- | ------------------ | --------------- | ------ | ----------------- | ---- | ------ |
| 1      | 12 | Ayrton Senna       | McLaren-Honda   | 76     | 1:57:47.081       | 1    | 9      |
| 2      | 11 | Alain Prost        | McLaren-Honda   | 76     | + 0.529           | 7    | 6      |
| 3      | 20 | Thierry Boutsen    | Benetton-Ford   | 76     | + 31.410          | 3    | 4      |
| 4      | 28 | Gerhard Berger     | Ferrari         | 76     | + 1:28.670        | 9    | 3      |
| 5      | 15 | Maurício Gugelmin  | March-Judd      | 75     | + 1 volta         | 8    | 2      |
| 6      | 6  | Riccardo Patrese   | Williams-Judd   | 75     | + 1 volta         | 6    | 1      |
| 7      | 2  | Satoru Nakajima    | Lotus-Honda     | 73     | + 3 voltas        | 19   |        |
| 8      | 1  | Nelson Piquet      | Lotus-Honda     | 73     | + 3 voltas        | 13   |        |
| 9      | 29 | Yannick Dalmas     | Lola-Ford       | 73     | + 3 voltas        | 17   |        |
| 10     | 24 | Luis Pérez-Sala    | Minardi-Ford    | 72     | + 4 voltas        | 11   |        |
| 11     | 33 | Stefano Modena     | EuroBrun-Ford   | 72     | + 4 voltas        | 26   |        |
| 12     | 30 | Philippe Alliot    | Lola-Ford       | 72     | + 4 voltas        | 20   |        |
| 13     | 31 | Gabriele Tarquini  | Coloni-Ford     | 71     | + 5 voltas        | 22   |        |
| Ret    | 17 | Derek Warwick      | Arrows-Megatron | 65     | Freios            | 12   |        |
| Ret    | 5  | Nigel Mansell      | Williams-Judd   | 60     | Piloto indisposto | 2    |        |
| Ret    | 18 | Eddie Cheever      | Arrows-Megatron | 55     | Freios            | 14   |        |
| Ret    | 27 | Michele Alboreto   | Ferrari         | 40     | Pane elétrica     | 15   |        |
| Ret    | 25 | René Arnoux        | Ligier-Judd     | 32     | Motor             | 25   |        |
| Ret    | 22 | Andrea de Cesaris  | Rial-Ford       | 28     | Halfshaft         | 18   |        |
| Ret    | 19 | Alessandro Nannini | Benetton-Ford   | 24     | Superaquecimento  | 5    |        |
| Ret    | 36 | Alex Caffi         | Dallara-Ford    | 22     | Motor             | 10   |        |
| Ret    | 26 | Stefan Johansson   | Ligier-Judd     | 19     | Acelerador        | 24   |        |
| Ret    | 23 | Pierluigi Martini  | Minardi-Ford    | 8      | Colisão           | 16   |        |
| Ret    | 14 | Philippe Streiff   | AGS-Ford        | 8      | Colisão           | 23   |        |
| Ret    | 16 | Ivan Capelli       | March-Judd      | 5      | Motor             | 4    |        |
| Ret    | 3  | Jonathan Palmer    | Tyrrell-Ford    | 3      | Motor             | 21   |        |
| DNQ    | 32 | Oscar Larrauri     | EuroBrun-Ford   |        |                   |      |        |
| DNQ    | 10 | Bernd Schneider    | Zakspeed        |        |                   |      |        |
| DNQ    | 4  | Julian Bailey      | Tyrrell-Ford    |        |                   |      |        |
| DNQ    | 9  | Piercarlo Ghinzani | Zakspeed        |        |                   |      |        |
| DNPQ   | 21 | Nicola Larini      | Osella          |        |                   |      |        |
| Fonte: |    |                    |                 |        |                   |      |        |

## Tabela do campeonato após a corrida
| Pos.   | Piloto           | Pontos |
| ------ | ---------------- | ------ |
| 1      | Ayrton Senna     | 66     |
| 2      | Alain Prost      | 66     |
| 3      | Gerhard Berger   | 28     |
| 4      | Thierry Boutsen  | 16     |
| 5      | Michele Alboreto | 16     |
| Fonte: |                  |        |

| Pos.   | Equipe          | Pontos |
| ------ | --------------- | ------ |
| 1      | McLaren-Honda   | 132    |
| 2      | Ferrari         | 44     |
| 3      | Benetton-Ford   | 22     |
| 4      | Lotus-Honda     | 16     |
| 5      | Arrows-Megatron | 10     |
| Fonte: |                 |        |

- Nota: Somente as primeiras cinco posições estão listadas. Entre 1981 e 1990 cada piloto podia computar onze resultados válidos por temporada não havendo descartes no mundial de construtores.